# Kolonie Breiteiche

Robert-Hoffmann-Schleuse, ein Ohre-Wehr am Südrand der Kolonie

Die Kolonie Breiteiche, auch Breiteiche, gehört zur Stadt Gardelegen und liegt im Altmarkkreis Salzwedel. Breiteiche befindet sich im Naturpark Drömling, einem Niederungsgebiet.

## Geographie
Die Kolonie Breiteiche besteht wie die anderen umliegende „Kolonien“ aus vereinzelten Bauernhöfen. Teilweise wird noch Landwirtschaft betrieben. Der westliche Teil (Breiteiche II) gehört zur Ortschaft Mieste, Breiteiche I im Osten und Breiteiche III im Süden gehören zur Ortschaft Sachau. Südlich fließt etwa in West-Ost-Richtung die Ohre. Breiteiche I liegt im Naturschutzgebiet Ohre-Drömling. Größere Orte in der Umgebung sind Mieste vier Kilometer nördlich und der Flecken Calvörde acht Kilometer südöstlich. Südlich der Ohre liegt nördlich des Mittellandkanals die Flachwasserzone Mannhausen.
Die Robert-Hoffmann-Schleuse ist ein Wehr in der Ohre, kurz vor der Einmündung des Allerkanals.

## Geschichte
Die Kolonie entstand im Zuge der von Friedrich dem Großen eingeleiteten Melioration des Drömling. Bis Ende 2010 gehörte sie zu den Gemeinden Mieste und Sachau, deren Ortsräte auch nach der Eingemeindung in die Stadt Gardelegen für die Kolonie Breiteiche zuständig sind.